# Karangkedawung (Sokaraja)
Karangkedawung is een bestuurslaag in het regentschap Banyumas van de provincie Midden-Java, Indonesië. Karangkedawung telt 2407 inwoners (volkstelling 2010).